# الطهرة
الطهرّة (بتشديد الراء) هي إحدى القرى اللبنانية من قرى قضاء جزين في محافظة الجنوب.

## الموقع
الطُهرة: وهي قرية إلى الناحية الجنوبية الشرقية لبلدة.

## آثارها
يوجد فيها بقايا آثار قرى من نواح متفرقة من مرتفعاتها بالإضافة إلى بعض المدافن.

## سبب التسمية
سبب تسميتها طهرة بحكم موقعها قرب مزرعة علي الطاهر فكان اسمها مشتقاً من اسمه.